# Selèucia de Piera
Selèucia de Piera o de Pièria (en llatí Seleuceia Pieria, en grec antic Σελεύκεια Πιερία) era una ciutat situada a la regió de Síria a la costa, entre Rhossus i la desembocadura de l'Orontes. El seu nom antic, segons Estrabó, havia estat "Rius d'aigua" (Ὕδατος ποταμοί).
La ciutat la va fundar Seleuc I Nicàtor poc després del 300 aC. Va tenir importància estratègica durant les guerres de l'Imperi Selèucida i els Ptolemeus. Va ser declarada lliure per Gneu Pompeu cap a l'any 64 aC. Segons Polibi, estava ben protegida per muntanyes rocoses i penya-segats, i per la part de mar tenia un suburbi comercial també fortificat. Dominava el districte de Seleucis.
Ptolemeu III Evergetes I (246-222 aC), la va ocupar el 245 aC en la seva expedició a Síria i els egipcis la van conservar fins al 221 aC quan Antíoc III el Gran la va recuperar de les mans de Ptolemeu IV Filopàtor, per evitar la ignomínia que representava una guarnició egípcia al cor mateix de l'Imperi, i evitar el perill que representava a les seves operacions a la Celesíria. Va enviar una flota que la va atacar per mar dirigida per l'almirall Diognet i el mateix Antíoc amb un exèrcit va avançar des Apamea i va acampar a l'hipòdrom, a uns 5 estadis de la ciutat. Va intentar ocupar-la subornant als caps principals, que s'hi van negar, i llavor va dividir les seves forces en tres parts: una sota Zeuxis que va atacar les portes de la ciutat; una sota Hermògenes que va atacar la zona del temple dels Dioscurs, i la tercera sota Ardis, que va atacar els suburbi i l'arsenal. La guarnició egípcia va capitular.
Ptolemeu i Estrabó diuen que va integrar un districte anomenat Tetràpolis integrat per aquesta ciutat, Antioquia, Apamea, i Laodicea, totes fundades per Seleuc I i que portaven el seu nom, del seu pare (Antíoc de Macedònia), de la seva dona (Apama) i de la seva mare (Laodice), i es deien totes ciutats germanes.
Segons els Fets dels Apòstols, Pau de Tars i Bernabé van sortir del port de la ciutat per iniciar el seu primer viatge.
S'han trobat les seves ruïnes (36° 7′ N, 35° 55′ E / 36.117°N,35.917°E) en el lloc on s'aixeca la moderna ciutat de Samandağ, a Turquia (36° 4′ 50.45″ N, 35° 56′ 44.38″ E / 36.0806806°N,35.9456611°E).